# Chaturanga
Le chaturanga ou caturaṅga (IPA: [tɕɐtuˈɾɐŋɡɐ]; sanskrit : चतुरङ्ग, caturaṅga [?], signifiant «quatre membres» ou «quatre parties») est un ancien jeu de stratégie indien, considéré parfois comme l'un des ancêtres du jeu d'échecs.

## Histoire
Le mot chaturanga figure dans les épopées classiques comme le Râmâyana, composées avant notre ère, pour désigner alors un terme militaire s’appliquant à la quadruple constitution de l’Armée indienne traditionnelle : éléphants, cavaliers, chars et fantassins.
À partir du Harshacharita (en), histoire officielle du roi Harsha de Kânnauj, écrite peu après 643 par le poète de cour Bâna (en), il sert à désigner (peut-être, car l'interprétation n'est pas certaine) le jeu d'échecs. Le chaturanga est une version primitive des échecs actuels et se jouait à deux joueurs.
Le premier à signaler une variante jouée à quatre joueurs est le Persan Al-Biruni, qui visita le Pendjab en 1030. Cette variante a été décrite dans deux textes bengalis de la fin du XVe siècle ou début du XVIe siècle, le Tithitattva de Raghunandana (en) et le Chaturangadîpikâ de Shûlapâni.
Au XIXe siècle, l'Anglais Duncan Forbes de Culloden croyant par erreur que ces textes étaient vieux de 5 000 ans, établit la théorie qu'un jeu d'échecs à quatre joueurs, joué avec des dés, était l'ancêtre de tous les jeux d'échecs. Cette théorie est fausse et, en particulier, l'historien britannique Harold Murray l'a démontré dans sa monumentale histoire des échecs (A History of Chess) publiée en 1913. Hélas, l'histoire étant jolie, elle a été largement reprise et diffusée, surtout en France, continuant de propager cette erreur historique.
Concernant la variante à quatre joueurs, il vaut mieux la dénommer chaturaji (en), terme sanskrit signifiant « quatre rois », proposé par William Jones en 1790.

## Règles

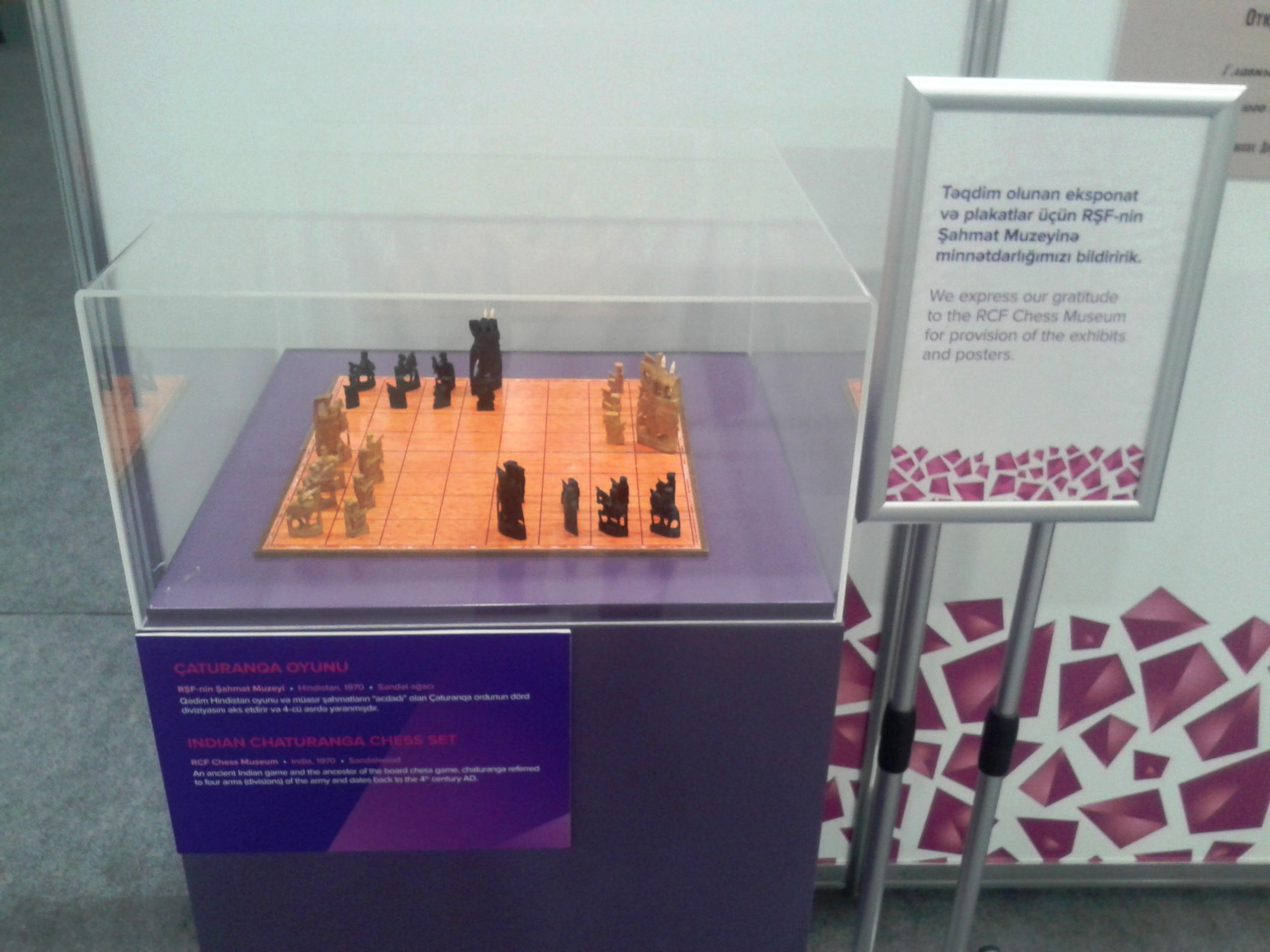
Plateau et pièces de chaturanga.

Si l'on en croit Bâna, le chaturanga se jouait sur un tablier de 8 × 8 cases, appelé aṣṭāpada (en) (sanskrit : अष्टापद, littéralement : « huit pieds » ou « huit cases »). Ce tablier avait quelques marques spéciales, dont la signification est aujourd'hui inconnue. Ces marques n'étaient pas liées au chaturanga, mais étaient conservées par tradition.
Certains historiens ont proposé que l'aṣṭāpada était également utilisé pour des jeux de parcours utilisant des dés, pour lesquels ces marques auraient pu avoir des significations.
Les règles de déplacement exactes des pièces ne sont pas connues, mais les historiens supposent qu'elles étaient très proches du chatrang.
Le site de jeu d'échecs en ligne chess.com propose de jouer au Chaturanga avec les règles suivantes :[réf. souhaitée]
- la position initiale est celle du jeu d'échecs, mais les fous sont remplacés par des éléphants et la dame par un vizir (ou wazir) ;
- les éléphants se déplacent en sautant de deux cases en diagonale ;
- les vizirs se déplacent d'une case en diagonale ;
- les rois ne peuvent pas roquer ;
- les pions ne peuvent pas se déplacer de deux cases à leur premier coup ;
- prendre toutes les pièces de l'adversaire ou être pat est considéré comme une victoire.

## Autres jeux
D'autres jeux sont apparentés au chaturanga et au chaturaji (en) :
- le Chatrang en passant en Perse, qui fut ensuite nommé Shatranj par les Arabes qui l'introduisirent en Europe ; ce jeu est à l'origine du jeu d'échecs et de ses noms espagnol (Ajedrez) et portugais (Xadrez) ;
- le Xiangqi en Chine ;
- le Shōgi en Japon ;
- le Janggi en Corée
- le Makruk en Thaïlande ;
- le Sit-tu-yin en Birmanie ;
- le Shatar ou échecs mongols en Mongolie.